# Paul Hisao Yasuda
Paul Hisao Yasuda (jap. パウロ安田久雄 Pauro Yasuda Hisao; ur. 20 grudnia 1921 w Kurume, zm. 23 kwietnia 2016) – japoński duchowny rzymskokatolicki, w latach 1978–1997 arcybiskup metropolita Osaki. 

## Życiorys
Święcenia kapłańskie przyjął 21 maja 1955 roku. 5 lutego 1970 papież Paweł VI mianował go biskupem pomocniczym Osaki ze stolicą tytularną Tucci. Sakry udzielił mu 21 marca 1970 abp Bruno Wüstenberg, ówczesny pronuncjusz apostolski w Japonii. 15 listopada 1978 został awansowany na arcybiskupa metropolitę Osaki. W grudniu 1996 osiągnął biskupi wiek emerytalny (75 lat) i zgodnie z prawem kanonicznym przesłał do Watykanu rezygnację, która została przyjęta z dniem 10 maja 1997. Od tego czasu pozostawał arcybiskupem seniorem.